# Masa atómica relativa

Ejemplo para una muestra de cobre (origen: varias menas). Tiene dos isótopos presentes: cobre-63 (~62.93 u) y cobre-65 (~64.93 u), en distintas proporciones. Para determinar la masa atómica relativa (A_{r}) del elemento en esta muestra, basta con calcular la media ponderada de los pesos de cada isótopo considerando su abundancia (%), y después dividirlo por el peso unitario del ^{12}C.
Nota: En este caso, se han utilizado valores procedentes de la CIAAW, redondeados para simplificar la presentación.

La masa atómica relativa (símbolo: Ar), anteriormente conocida como peso atómico, es una magnitud física adimensional, definida como la razón del promedio de las masas de los átomos de un elemento (de una muestra dada o fuente) con respecto a la doceava parte de la masa de un átomo de carbono-12 (conocida como una unidad de masa atómica unificada).
El concepto se utiliza generalmente sin mayor calificación para referirse al peso atómico estándar, que a intervalos regulares publica la Comisión sobre Abundancia de Isótopos y Pesos Atómicos de la IUPAC. Se pretende que sean aplicables a materiales de laboratorios normales.

## Consideraciones generales
No debe olvidarse que la mayoría de los elementos presentan distintas formas isotópicas (con masas atómicas diferentes), por lo que a efectos prácticos de cuantificar con la precisión necesaria los componentes de una gran variedad de reacciones químicas, es necesario determinar con exactitud el peso atómico de cada elemento teniendo en cuenta la proporción presente de los citados isótopos. Esto explica que se trate de cifras decimales (al contrario que los números atómicos, que son cifras enteras), y que en ocasiones se faciliten en forma de intervalos (valor mínimo y valor máximo), dado que en función de la procedencia del elemento, su composición isotópica puede variar sensiblemente.
Los valores de estos pesos atómicos estándares están reimpresos en una amplia variedad de libros de texto, catálogos comerciales, pósteres, etc. Para describir esta cantidad física se puede usar también la expresión «masa atómica relativa». Desde por lo menos 1860 y hasta la década de 1960, el uso continuado de la locución ha suscitado una controversia considerable (véase más adelante).
Cálculo:
- Para cada forma isotópica de un átomo:

Para cada átomo de un isótopo AX de un elemento químico dado, su peso atómico relativo Ar(AX) se calcula realizando el cociente entre su peso, ma(X), expresado en cualquier unidad de masa (g, kg, etc.), y la doceava parte del peso de un átomo del isótopo 12C, ma(12C), expresada en la misma unidad:
{\displaystyle A_{r}(^{A}X)={\frac {m_{a}(^{A}X)}{m_{a}(^{12}C)/12}}}
- Para cada elemento químico:

Para un elemento químico dado Y, su peso atómico relativo Ar(Y) se obtiene a partir de la media de los pesos relativos de sus distintos isótopos {\displaystyle A_{r}(X)} ponderados por la abundancia relativa porcentual de cada uno:
{\displaystyle A_{r}(Y)={\frac {\sum [abundancia\cdot A_{r}(^{A}X)]}{100}}}
A diferencia de las masas atómicas (las masas de los átomos individuales), los pesos atómicos no son constantes físicas. Varían de una muestra a otra. Sin embargo, en muestras «normales» son suficientemente constantes para ser de importancia fundamental en química. No se debe confundir al peso atómico con la masa molecular.

## Definición
La definición IUPAC del peso atómico es:
| Un peso atómico (masa atómica relativa) de un elemento de una fuente especificada es la razón de la masa media por átomo del elemento respecto a 1/12 de la masa de un átomo 12C. |

En la definición, enfáticamente se especifica «un peso atómico…», puesto que, según sea la fuente, un elemento tiene diferentes pesos atómicos. Por ejemplo, debido a su diferente composición isotópica, el boro de Turquía tiene un peso atómico menor que el boro de California. Sin embargo, dados el costo y las dificultades del análisis isotópico, es usual el uso de valores tabulados de pesos atómicos estándares, que son ubicuos en los laboratorios químicos.
En 1960 se introdujo una unidad denominada unidad de masa atómica, definida como 1/12 de la masa del carbono 12. Se representa con el símbolo u; de este modo, 12C = 12u. La tabla de los pesos atómicos relativos se basa ahora en la masa atómica de 12C = 12.
Así mismo, la masa molar de una molécula es la masa de un mol de esas moléculas (sus unidades en química son g/mol), se obtiene multiplicando la masa atómica relativa por la constante de masa molar. Por definición un mol es el número de átomos que están contenidos en exactamente 12 gramos de carbono de masa isotópica 12 (12C). A este número se le denomina número de Avogadro. El valor más exacto que se conoce hasta ahora de él es 6,0221367 × 1023.

## Controversia en el nombre
Entre los científicos el uso del nombre «peso atómico» ha generado gran controversia. Comúnmente, quienes lo objetan prefieren la expresión «masa atómica relativa» (no confundir con masa atómica). La objeción básica es que el peso atómico no es propiamente peso, que es la fuerza ejercida en un objeto en un campo gravitatorio, medido en unidades de fuerza tales como el newton.
En respuesta, los que apoyan el concepto «peso atómico» opinan (entre otros argumentos) que el nombre ha estado en uso continuo para la misma cantidad desde que el concepto fue establecido por primera vez por John Dalton en 1808.
- La mayor parte del tiempo, los pesos atómicos realmente se han medido pesando (esto es, por análisis gravimétrico). El nombre de una cantidad física debería no variar simplemente porque el método de su determinación ha cambiado.
- La locución «masa atómica relativa» debería reservarse para la masa de un nucleido específico (o isótopo).
- Es muy común encontrar nombres mal propuestos para cantidades físicas, que se mantienen por razones históricas, como:

1. Fuerza electromotriz, que no es fuerza.
2. Poder de resolución, que no es una cantidad de potencia.
3. Concentración molar, que no es una cantidad molar (una cantidad expresada por unidad de cantidad de sustancia).

Podría agregarse que el peso atómico suele no ser verdaderamente «atómico» siquiera, puesto que no corresponde a un átomo individual. El mismo argumento puede plantearse contra el término «masa atómica relativa» cuando se usa en este sentido.

## Determinación de los pesos atómicos
Los pesos atómicos modernos se calculan a partir de valores medidos de masa atómica, de cada nucleido, según su composición isotópica. Hay disponibilidad de datos sumamente precisos de masas atómicas de virtualmente todos los núclidos no radioactivos. Las composiciones isotópicas son más difíciles de medir a un alto grado de precisión, ya que están sujetas a variaciones entre muestras.
Por esta razón los pesos atómicos de los veintidós elementos mononucleicos se conocen con una precisión especialmente alta, con incertidumbre de solo una parte en 38 millones en el caso del flúor: precisión mayor que el mejor valor actual de la constante de Avogadro: una parte en 20 millones.
| Isótopo | Masa atómica           | Abundancia (%) | Abundancia (%) |
| Isótopo | Masa atómica           | Estándar       | Intervalo      |
| ------- | ---------------------- | -------------- | -------------- |
| 28Si    | 27.976 926 532 46(194) | 92.2297(7)     | 92.21-92.25    |
| 29Si    | 28.976 494 700(22)     | 4.6832(5)      | 4.69-4.67      |
| 30Si    | 29.973 770 171(32)     | 3.0872(5)      | 3.10-3.08      |

Se ejemplifica el cálculo del silicio, cuyo peso atómico es especialmente importante en metrología. En la naturaleza, de este elemento existe una mezcla de tres isótopos: 28Si, 29Si y 30Si.
Las masas atómicas de estos núclidos se conocen con una precisión de una parte en 14 000 000 000 (catorce mil millones) para el 28Si; de los restantes, una parte por 1 000 000 000 (mil millones). Sin embargo, el intervalo de abundancia natural de los isótopos es tal que la abundancia estándar está determinada hasta aproximadamente ±0,001 % (véase tabla adjunta).
El cálculo es:
Ar(Si) = (27.97693 × 0.922297) + (28.97649 × 0.046832) + (29.97377 × 0.030872) = 28.0854
La estimación de la incertidumbre es complicada, especialmente dado que la distribución de la muestra no es necesariamente simétrica: los pesos atómicos estándares de la IUPAC están indicados con incertidumbres simétricas estimadas, y el valor referente al silicio es 28,0855 (referencia 3). La incertidumbre estándar relativa en este valor es 1×10−5 o 10 ppm (partes por millón).

## Relación de elementos por orden alfabético con sus pesos atómicos
Como se ha indicado anteriormente, el peso atómico de cada elemento se calcula en función de la proporción en la que sus isótopos estables aparecen en la corteza terrestre (es decir, para cada isótopo se agrega el peso de sus protones y el peso de sus neutrones, y se calcula la media ponderada en función de la abundancia en la que aparece cada isótopo). Así, elementos con un solo isótopo estable, o con un determinado isótopo en una proporción muy preponderante, tienen su correspondiente peso atómico único. En cambio, no es posible establecer el peso atómico de aquellos elementos que no poseen isótopos estables (por ser radiactivos), que en la tabla siguiente aparecen con el signo «(-)».
Desde el año 2010, la IUPAC decidió atribuir un intervalo de pesos atómicos a 10 elementos (hidrógeno, litio, boro, carbono, nitrógeno, oxígeno, silicio, azufre, cloro y talio), (posteriormente se ha ampliado esta lista hasta 12, añadiendo el bromo y el magnesio) reflejando de forma más precisa cómo estos elementos se hallan en la naturaleza. Por ejemplo, para el azufre se utilizaba anteriormente el peso atómico 32,065; con la nueva tabla, se indica que este valor puede estar entre [32,05 y 32,08], en función de la procedencia de la muestra con la que se esté trabajando.
| Elemento   | UMA           | Elemento   | UMA           | Elemento  | UMA           | Elemento   | UMA           | Elemento     | UMA           | Elemento  | UMA           |
| ---------- | ------------- | ---------- | ------------- | --------- | ------------- | ---------- | ------------- | ------------ | ------------- | --------- | ------------- |
| Actinio    | [227]         | Cesio      | 132,9         | Fósforo   | 30,97         | Livermorio | (-)           | Platino      | 195,1         | Sodio     | 22,99         |
| Aluminio   | 26,98         | Circonio   | 91,22         | Francio   | [223]         | Lutecio    | 175,0         | Plomo        | 207,2         | Talio     | [204,3-204,4] |
| Americio   | [243]         | Cloro      | [35,44-35,46] | Gadolinio | 157,3         | Magnesio   | [24,30-24,31] | Plutonio     | [244]         | Tántalo   | 180,9         |
| Antimonio  | 121,8         | Cobalto    | 58,93         | Galio     | 69,72         | Manganeso  | 54,94         | Polonio      | (-)           | Tecnecio  | (-)           |
| Argón      | 39,95         | Cobre      | 63,55         | Germanio  | 72,63         | Meitnerio  | (-)           | Potasio      | 39,10         | Telurio   | 127,6         |
| Arsénico   | 74,92         | Copernicio | (-)           | Hafnio    | 178,5         | Mendelevio | (-)           | Praseodimio  | 140,9         | Terbio    | 158,9         |
| Astato     | (-)           | Cromo      | 52,00         | Hasio     | (-)           | Mercurio   | 200,6         | Prometio     | (-)           | Titanio   | 47,87         |
| Azufre     | [32,05-32,08] | Curio      | (-)           | Helio     | 4,003         | Molibdeno  | 95,95         | Protactinio  | 231,0         | Torio     | 232,0         |
| Bario      | 137,3         | Darmstatio | (-)           | Hidrógeno | [1,007-1,009] | Neodimio   | 144,2         | Radio        | (-)           | Tulio     | 168,9         |
| Berilio    | 9,012         | Disprosio  | 162,5         | Hierro    | 55,85         | Neón       | 20,18         | Radón        | (-)           | Oganesón  | (-)           |
| Berkelio   | (-)           | Dubnio     | (-)           | Holmio    | 164,9         | Neptunio   | (-)           | Renio        | 186,2         | Moscovio  | (-)           |
| Bismuto    | 209,0         | Einstenio  | (-)           | Indio     | 114,8         | Niobio     | 92,91         | Rodio        | 102,9         | Teneso    | (-)           |
| Bohrio     | (-)           | Erbio      | 167,3         | Yodo      | 126,9         | Níquel     | 58,69         | Roentgenio   | (-)           | Nihonio   | (-)           |
| Boro       | [10,80-10,83] | Escandio   | 44,96         | Iridio    | 192,2         | Nitrógeno  | [14,00-14,01] | Rubidio      | 85,47         | Uranio    | 238,0         |
| Bromo      | [79,90-79,91] | Estaño     | 118,7         | Iterbio   | 173,0         | Nobelio    | (-)           | Rutenio      | 101,1         | Vanadio   | 50,94         |
| Cadmio     | 112,4         | Estroncio  | 87,62         | Itrio     | 88,91         | Oro        | 197,0         | Rutherfordio | (-)           | Wolframio | 183,8         |
| Calcio     | 40,08         | Europio    | 152,0         | Kriptón   | 83,80         | Osmio      | 190,2         | Samario      | 150,4         | Xenón     | 131,3         |
| Californio | (-)           | Fermio     | (-)           | Lantano   | 138,9         | Oxígeno    | [15,99-16,00] | Seaborgio    | (-)           | Zinc      | 65,38         |
| Carbono    | [12,00-12,02] | Flerovio   | (-)           | Lawrencio | (-)           | Paladio    | 106,4         | Selenio      | 78,97         |           |               |
| Cerio      | 140,1         | Flúor      | 19,00         | Litio     | [6,938-6,997] | Plata      | 107,9         | Silicio      | [28,08-28,09] |           |               |

## Tabla periódica con pesos atómicos
En correspondencia con el listado anterior, se incluye a continuación la tabla periódica (IUPAC; año 2016) con la relación de elementos químicos (del 1 al 118) y sus correspondientes pesos atómicos expresados en Unidades de Masa Atómica:
| H [1,007-1,009]  |                  |          |          |          |          |          |          |          |          |          |          |                  |                  |                 |                 |                  | He 4,003 |
| Li [6,938-6,997] | Be 9,012         |          |          |          |          |          |          |          |          |          |          | B [10,80-10,83]  | C [12,00-12,02]  | N [14,00-14,01] | O [15,99-16,00] | F 19             | Ne 20,18 |
| Na 22,99         | Mg [24,30-24,31] |          |          |          |          |          |          |          |          |          |          | Al 26,98         | Si [28,08-28,09] | P 30,97         | S [32,05-32,08] | Cl [35,44-35,46] | Ar 39,95 |
| K 39,1           | Ca 40,08         | Sc 44,96 | Ti 47,87 | V 50,94  | Cr 52    | Mn 54,94 | Fe 55,85 | Co 58,93 | Ni 58,69 | Cu 63,55 | Zn 65,38 | Ga 69,72         | Ge 72,63         | As 74,92        | Se 78,97        | Br [79,90-79,91] | Kr 83,8  |
| Rb 85,47         | Sr 87,62         | Y 88,91  | Zr 91,22 | Nb 92,91 | Mo 95,95 | Tc       | Ru 101,1 | Rh 102,9 | Pd 106,4 | Ag 107,9 | Cd 112,4 | In 114,8         | Sn 118,7         | Sb 121,8        | Te 127,6        | I 126,9          | Xe 131,3 |
| Cs 132,9         | Ba 137,3         | *        | Hf 178,5 | Ta 180,9 | W 183,8  | Re 186,2 | Os 190,2 | Ir 192,2 | Pt 195,1 | Au 197   | Hg 200,6 | Tl [204,3-204,4] | Pb 207,2         | Bi 209          | Po              | At               | Rn       |
| Fr               | Ra               | **       | Rf       | Db       | Sg       | Bh       | Hs       | Mt       | Ds       | Rg       | Cn       | Nh               | Fl               | Mc              | Lv              | Ts               | Og       |
| *                | La 138,9         | Ce 140,1 | Pr 140,9 | Nd 144,2 | Pm       | Sm 150,4 | Eu 152   | Gd 157,3 | Tb 158,9 | Dy 162,5 | Ho 164,9 | Er 167,3         | Tm 168,9         | Yb 173          | Lu 175          |                  |          |
| **               | Ac               | Th 232   | Pa 231   | U 238    | Np       | Pu       | Am       | Cm       | Bk       | Cf       | Es       | Fm               | Md               | No              | Lr              |                  |          |

Pesos atómicos hasta el año 2010
En esta tabla, sustituida por la anterior, cada elemento aparece con un único peso atómico en UMA (entonces no se habían introducido los intervalos de peso). Todavía puede ser útil para determinaciones que no requieran una precisión considerable, y para comprobar cálculos y fuentes bibliográficas anteriores al año 2010:
| H 1,0079 |           |          |          |          |          |          |          |          |          |          |          |           |           |          |          |           | He 4,003 |
| Li 6,941 | Be 9,012  |          |          |          |          |          |          |          |          |          |          | B 10,811  | C 12,011  | N 14,007 | O 15,999 | F 19      | Ne 20,18 |
| Na 22,99 | Mg 24,305 |          |          |          |          |          |          |          |          |          |          | Al 26,98  | Si 28,086 | P 30,97  | S 32,065 | Cl 35,453 | Ar 39,95 |
| K 39,1   | Ca 40,08  | Sc 44,96 | Ti 47,87 | V 50,94  | Cr 52    | Mn 54,94 | Fe 55,85 | Co 58,93 | Ni 58,69 | Cu 63,55 | Zn 65,38 | Ga 69,72  | Ge 72,63  | As 74,92 | Se 78,97 | Br 79,904 | Kr 83,8  |
| Rb 85,47 | Sr 87,62  | Y 88,91  | Zr 91,22 | Nb 92,91 | Mo 95,95 | Tc       | Ru 101,1 | Rh 102,9 | Pd 106,4 | Ag 107,9 | Cd 112,4 | In 114,8  | Sn 118,7  | Sb 121,8 | Te 127,6 | I 126,9   | Xe 131,3 |
| Cs 132,9 | Ba 137,3  | *        | Hf 178,5 | Ta 180,9 | W 183,8  | Re 186,2 | Os 190,2 | Ir 192,2 | Pt 195,1 | Au 197   | Hg 200,6 | Tl 204,38 | Pb 207,2  | Bi 209   | Po       | At        | Rn       |
| Fr       | Ra        | **       | Rf       | Db       | Sg       | Bh       | Hs       | Mt       | Ds       | Rg       | Cn       | Nh        | Fl        | Mc       | Lv       | Ts        | Og       |
| *        | La 138,9  | Ce 140,1 | Pr 140,9 | Nd 144,2 | Pm       | Sm 150,4 | Eu 152   | Gd 157,3 | Tb 158,9 | Dy 162,5 | Ho 164,9 | Er 167,3  | Tm 168,9  | Yb 173   | Lu 175   |           |          |
| **       | Ac        | Th 232   | Pa 231   | U 238    | Np       | Pu       | Am       | Cm       | Bk       | Cf       | Es       | Fm        | Md        | No       | Lr       |           |          |